# رامون فريري
رامون فريري (بالإسبانية: Ramón Freire)‏ (و. 1787 – 1851 م) هو جندي من تشيلي ولد في سانتياغو.